# Ise-Katagami

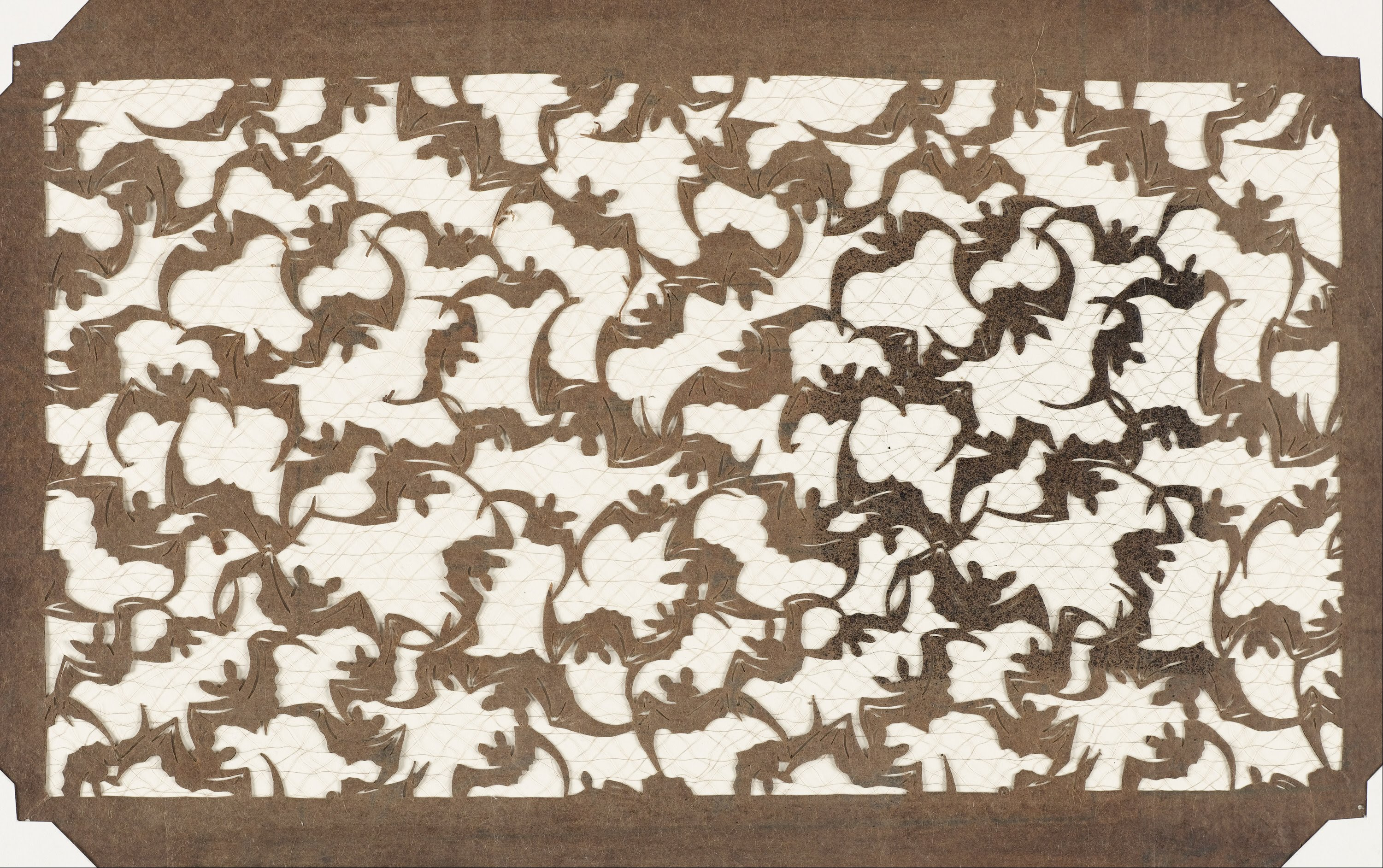
Papierschablone (katagami) mit Fliegenden Fledermäusen (1780–1830) (Cooper-Hewitt Museum)

Katagami (japanisch 型紙) oder Ise-katagami (伊勢形紙 bzw. 伊勢型紙) ist eine Technik der japanischen Handwerkskunst, um Papierschablonen zum Färben von Stoffen herzustellen. Als Zentrum dieser Handwerkskunst gilt die Stadt Suzuka in der Präfektur Mie. Als Ausgangsmaterial dient Japanpapier (和紙), das in mehreren Lagen zusammengeklebt wird. Als Klebemittel dient der Saft der Kaki-Frucht, der dem Papier auch seine charakteristische braune Färbung gibt. Um die Papierschablonen zum Färben von Kimonos auf dem Stoff zu fixieren, wurde früher ein fein geknüpftes Netz aus einzelnen Seidenfasern, heute Seidengaze verwendet.

## Überblick

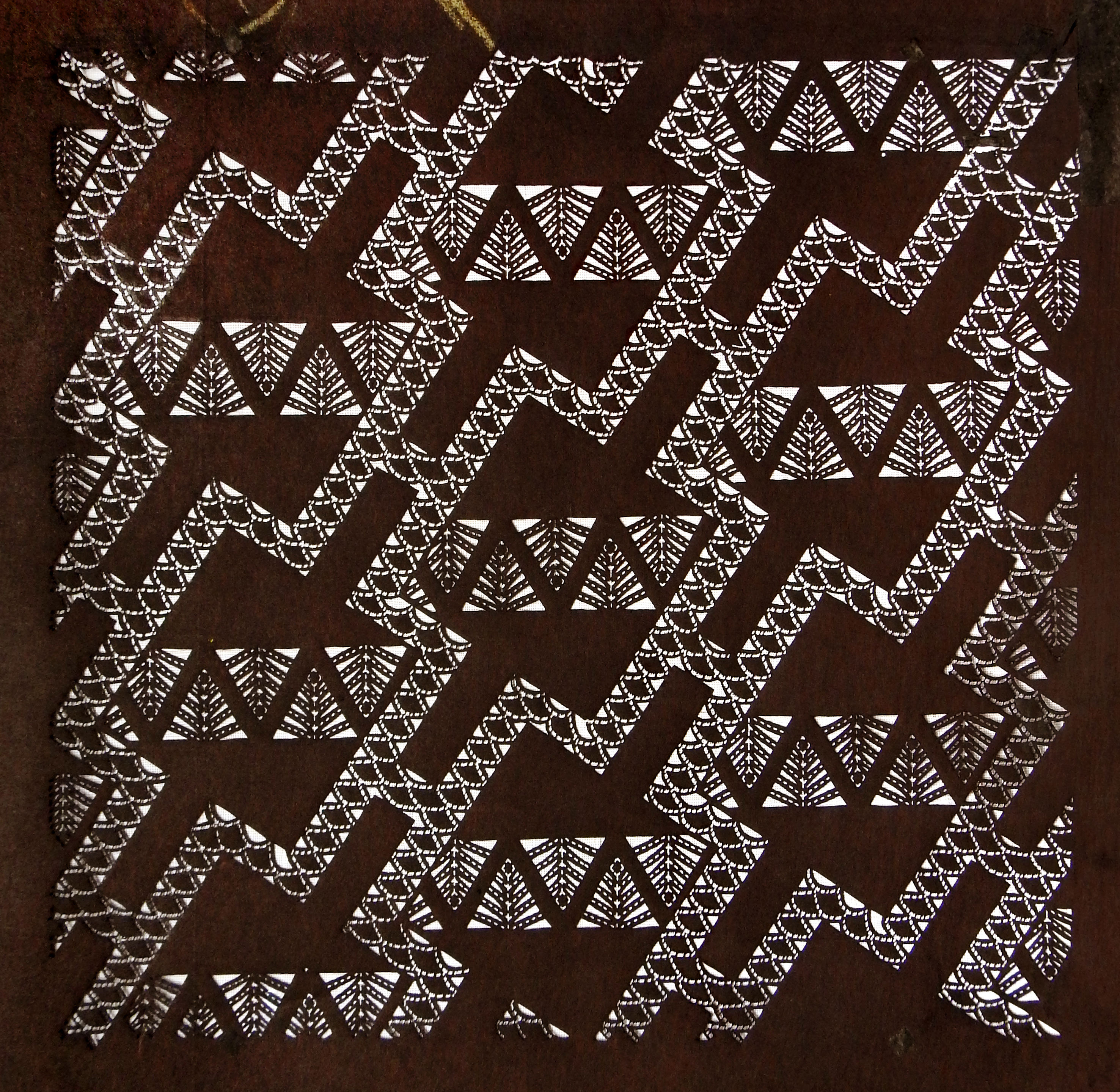
Papierschablone (katagami) mit Geometrische Verzierung 1900er, 52 × 44 cm

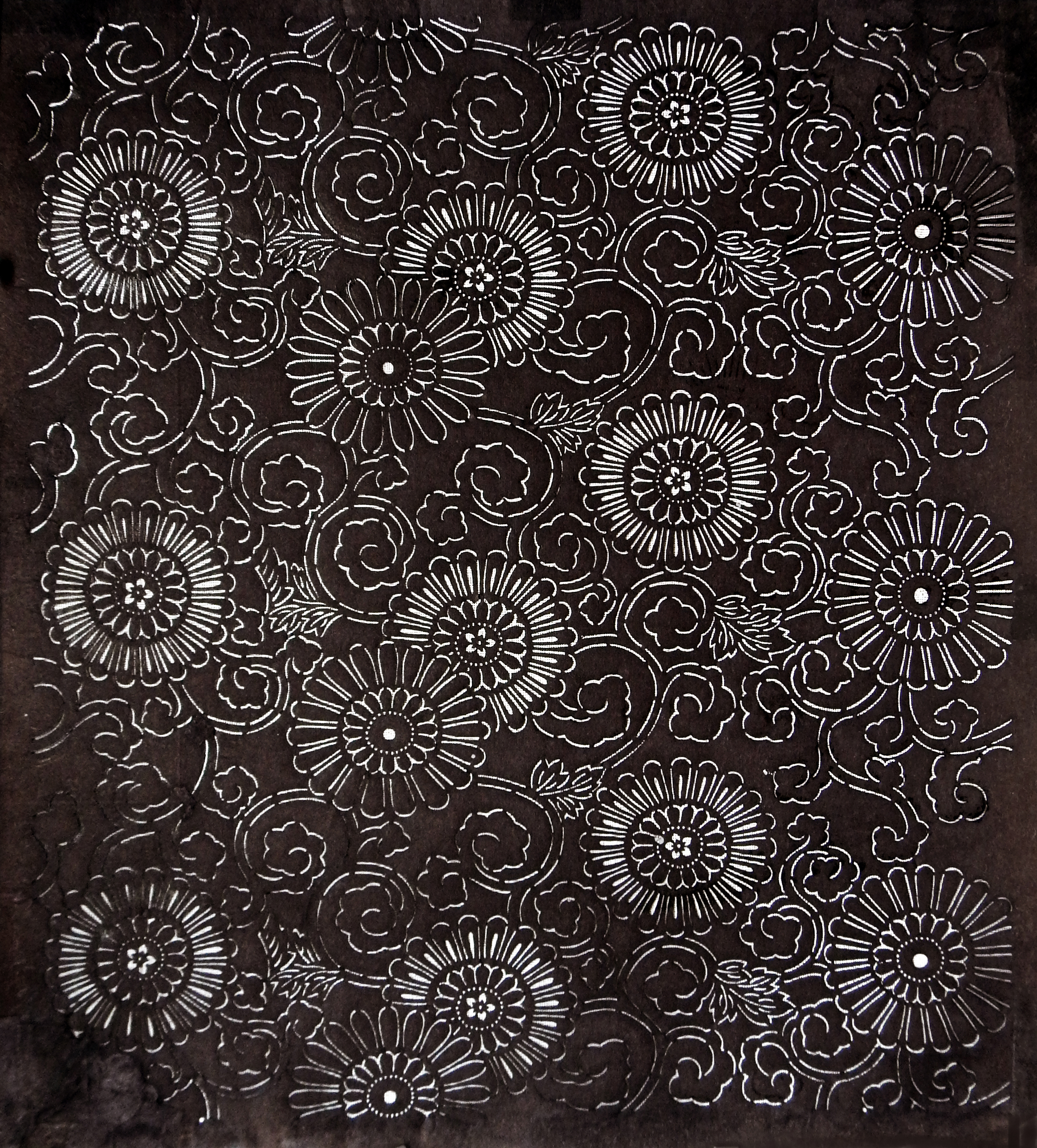
Papierschablone (katagami) mit Geometrische Verzierung 1900er, 47 × 44 cm

Der Begriff Katagami kennt im Japanischen sowohl zwei Schreib- als auch zwei Verwendungsweisen. Er bezeichnet zunächst einmal Schnittmuster, wie sie im Schneiderhandwerk zur Herstellung von Kleidung verwendet werden. Darüber hinaus ist Katagami zugleich auch eine allgemeine Bezeichnung für Papierschablone. Mit der Verwendung des Begriffs in unterschiedlichen Handwerkskünsten gehen zugleich zwei differierende Schreibweisen einher.
Zum einen verwendet man eine Kombination der beiden Schriftzeichen für kami (紙, Papier) und katachi (形, „(äußere) Form, Gestalt, Figur, Muster“), zum anderen die Kombination aus dem Schriftzeichen Papier und dem Kanji kata (型, „(Guss)Form, Schablone, Matrize, Schnittmuster, Modell“).
Soll betont werden, dass die Katagami als Schablonen zur Färbung von Stoffen verwendet werden, dann erweitert man die Bezeichnung zu Ise-Katagami (伊勢形紙). Ise ist der Name der alten Provinz Ise, die heute zum größten Teil der Präfektur Mie entspricht. Der Daimyō der Provinz Ise besaß in der Edo-Zeit ein Monopol für die Herstellung und den Vertrieb von Färbeschablonen. In dieser Zeit bis zur nachfolgenden Meiji-Zeit wurden Katagami vornehmlich in der zuerst genannten Schreibung mit dem Schriftzeichen katachi (形) benutzt, beispielsweise auf den Lizenzen für fahrende Händler. Von der auf die Meiji-Zeit folgenden Taishō-Zeit an finden sich beide Schreibungen für Katagami. Wann es zur Unterscheidung der Schreibweisen kam, ist noch ungeklärt.
1959 ernannte das Amt für kulturelle Angelegenheiten Ise-Katagami in der Schreibung 伊勢型紙 zum schützenswerten immateriellen Kulturgut. Seither wird diese Schreibung im Kultur- und Bildungsbereich benutzt. Außerdem erklärte 1978 das Wirtschaftsministerium Ise-Katagami in der konkurrierenden Schreibung 伊勢形紙 zum schützenswerten traditionellen Handwerk. Daher wird diese Schreibung im Handwerks- und Handelsbereich verwendet. Vereinfacht gesagt spiegelt sich heute in den konkurrierenden Schreibweisen der Unterschied zwischen Kultur und Handwerk bzw. Handel wider.
Zur Förderung von Handel und Gewerbe wurde 2008 die Genossenschaft (伊勢型紙産地協議会) gegründet, die u. a. ihren Namen vom Patentamt schützen ließ. Auf Antrag dieser Gesellschaft wurde 2009 Ise-Katagami (伊勢型紙) als Markenzeichen eingetragen. Auch die Stadt Suzuka verwendet im Allgemeinen die Bezeichnung in dieser Schreibung.
Erhalt der Handwerkskunst
1992 wurde die „Gesellschaft für den Erhalt des Ise-Katagami“ (伊勢型紙技術保存会, Ise Katagami Gijutsu Hozonkai) gegründet. Im Jahr darauf, 1993 wurde die Technik des Ise-Katagami als wichtiges immaterielles Kulturgut deklariert. 1997 eröffnete das Ise-Katagami-Kunstmuseum (伊勢型紙美術館) in Suzuka. Darüber hinaus wurden sechs Personen als Lebende Nationalschätze in der Kategorie Färben/Textilien ausgezeichnet.

## Herstellung

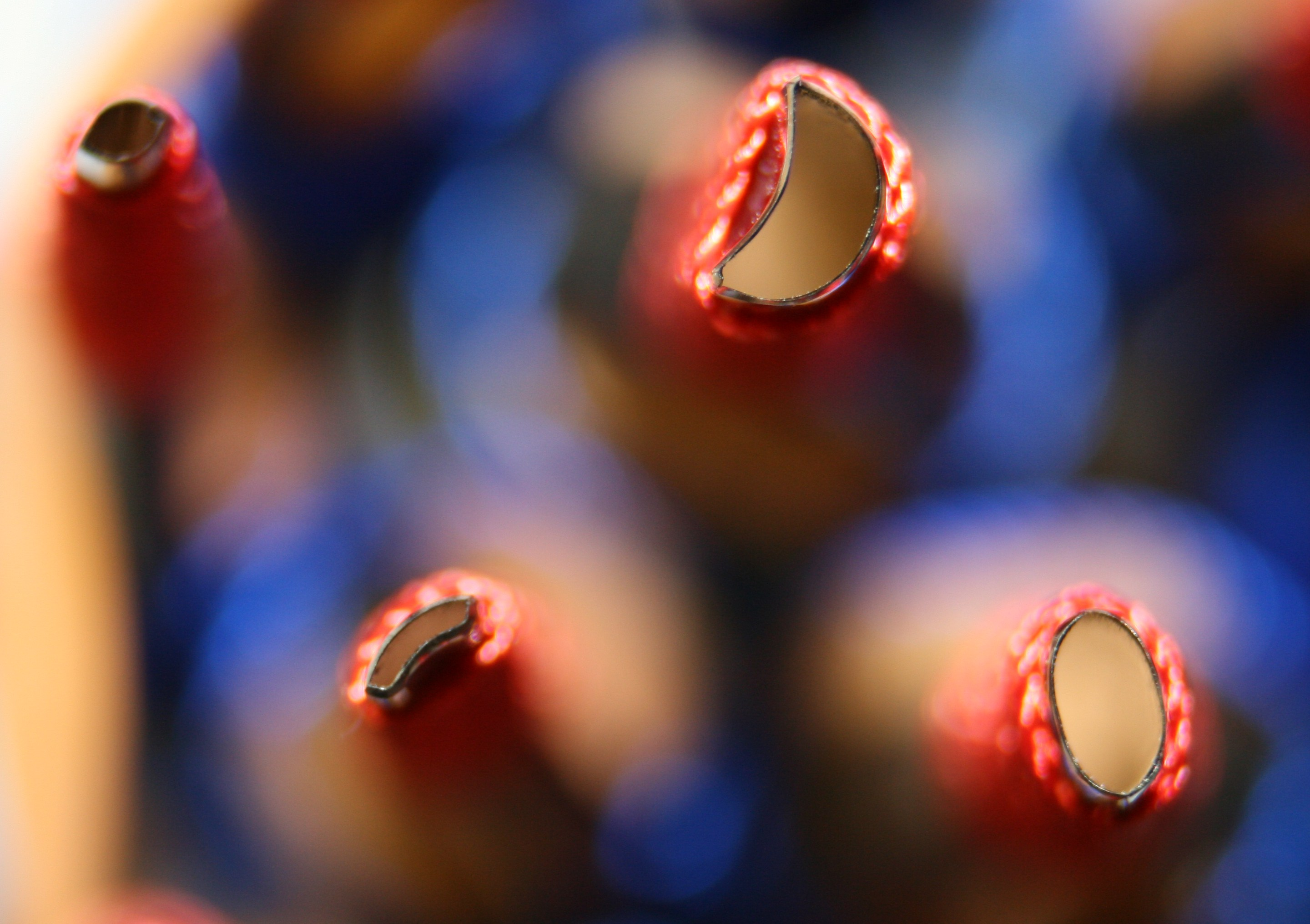
Dōgu-bori, Werkzeuge zum Schneiden der Schablonen

Zunächst werden drei Blatt Japanpapier mittels kakishibu (柿渋), dem Kakitannin-reichen Saft der Kaki-Frucht zusammengeklebt. Die Papierauswahl des Schablonenschneiders beschreibt Friedrich Deneken 1896 so: „Den Stoff giebt ihm dasselbe aus den Fasern des einheimischen Maulbeerbaumes gefertigte zähe und feste Papier, das auch zu Schreibzwecken verwendet wird. Diesem Gebrauch hat auch, wie Schriftzüge auf den meisten Schablonen erkennen lassen, das zu ihrer Herstellung verwendete Material gedient, ehe es in die Hände des Schablonenmeisters kam.“
Dann wird das Muster mit Hilfe von Schneide- und Gravurwerkzeugen (道具彫り, dōgu-bori) aus dem Papier ausgeschnitten. Zum Ausschneiden werden vier Grundtechniken verwendet:
1. Lange und gerade Schnitte durch Ziehen des Messers hin zum Körper
2. Verwendung von Schablonen für figürliche Muster
3. Ausschnitt von Kreisen
4. Verwendung geformter Stanzen

Die Papierschablonen werden zum Färben von Stoffen mit bunten Mustern etwa bei der Yūzen-Technik verwendet. Die Konturen der Papierschablone werden mit Reispaste auf das Textil übertragen, die Fläche des Musters anschließend mit einem Pinsel oder einer Bürste eingefärbt.
Heute dienen Papierschablonen als Bestandteil des Interieurs auch als Raumschmuck.

## Sammlungen
Seit der Mitte des 18. Jahrhunderts bis zum frühen 19. Jahrhundert entwickelte sich ein reges Geschäft zwischen Katagami-Händlern aus Ise und Färbereien in vielen japanischen Orten. Teilweise lassen sich die Stempel der Händler im infraroten Licht nachweisen. Nach der Öffnung des Landes wurden während der Meiji-Zeit viele Katagami verkauft und fanden ihren Weg in ausländische Design-Studios und Sammlungen. Aus dem Nachlass von Heinrich von Siebold kamen im März 1909 laut Internationale Sammlerzeitung in der Wiener Galerie „Au Mikado“ 12000 Katagami auf den Markt.
- Teile der Färberschablonensammlung des Ethnologischen Gewerbemuseums der Mittelschweizerischen Geographisch-Commerciellen Gesellschaft in Aarau wurden 1892 von Justus Brinckmann veröffentlicht.[7]  Sie befindet sich jetzt im Staatsarchiv Aargau.
- Das Textilmuseum St. Gallen zeigte Objekte aus seiner Katagami-Sammlung August Parrot vom 23. März bis 30. Dezember 2014 in der Ausstellung Kirschblüte & Edelweiss – der Import des Exotischen.[8]
- Die Kunstsammlungen Chemnitz besitzen eine Reihe von Katagamis, die 2013 mit dem Titel Katagami. Japanische Färbeschablonen des 19. Jahrhunderts aus der Sammlung der Öffentlichkeit gezeigt wurden.

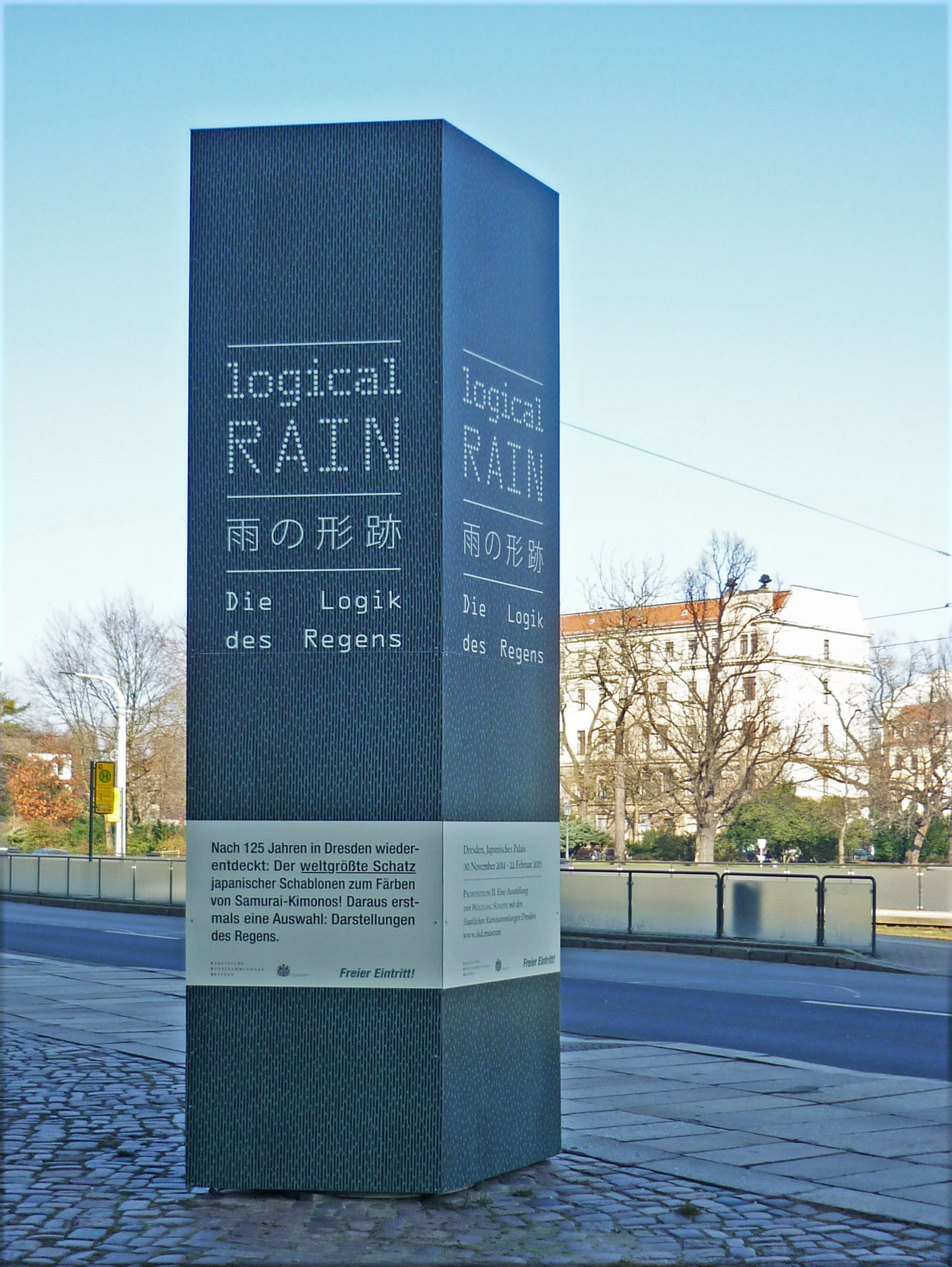
DD-JapanischesPalais-03

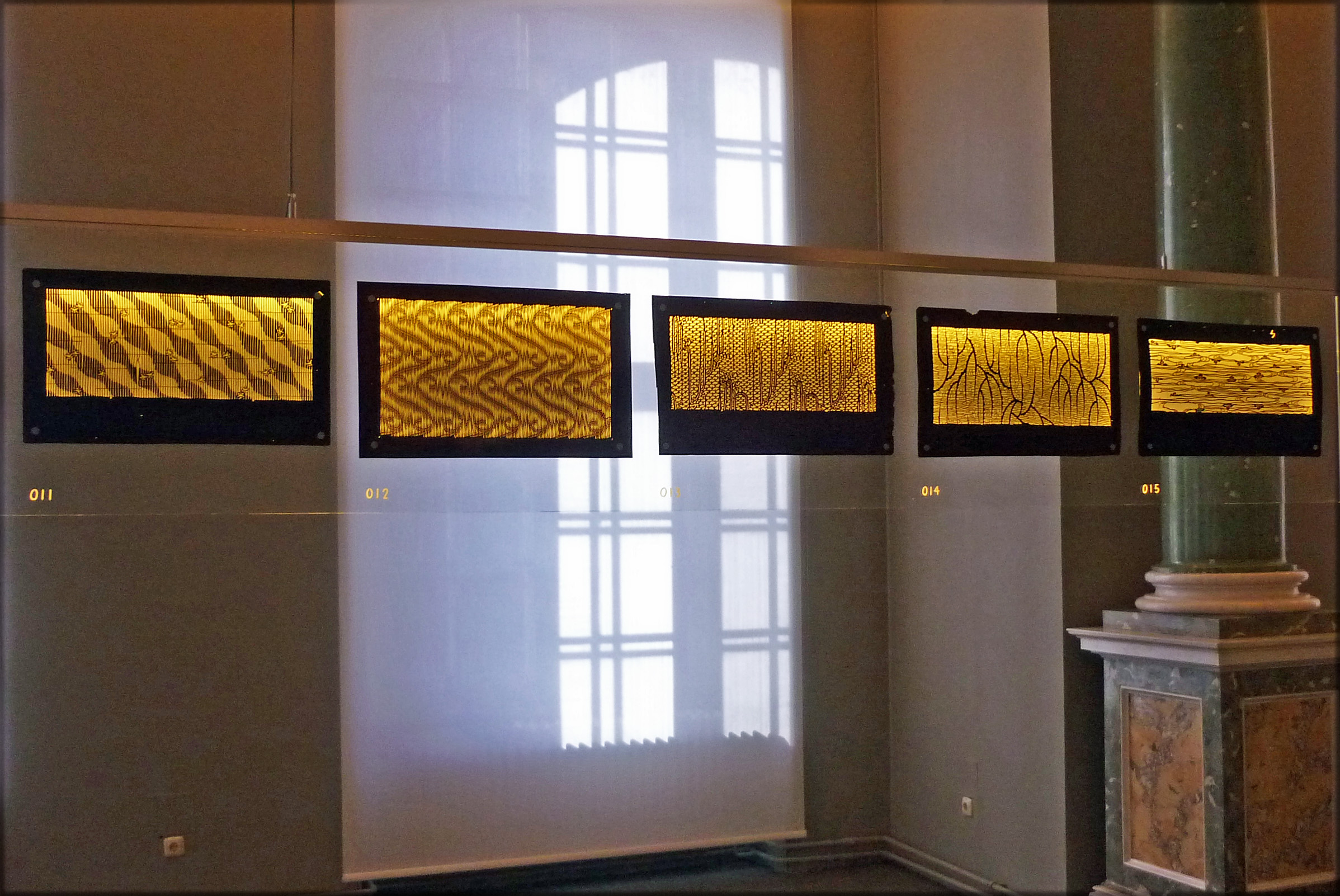
DD-Katagami-05

- Eine der bedeutendsten Katagami-Sammlungen der Welt findet sich in Dresden. Diese Sammlung umfasst rund 16.000 Blätter und wurde im Jahre 1889 von Hermann Pächter, dem Inhaber der auf Ostasien spezialisierten Kunsthandlung Robert Wagner in Berlin, an das Kunstgewerbemuseum Dresden für den Betrag von 2.400 Mark veräußert. Möglicherweise stammen die Blätter aus der Sammlung des in Japan lebenden Übersetzers, Diplomaten und Kunstsammlers Alexander von Siebold; der Kriegsverlust der Erwerbsakten des Dresdner Kunstgewerbemuseums verhindert jedoch den endgültigen urkundlichen Nachweis der Herkunft.[9] 2014/2015 wurde ein kleiner Teil der Sammlung im Japanischen Palais erstmals ausgestellt und der Öffentlichkeit zugänglich gemacht.[10]
- Das Museum für Kunst und Gewerbe Hamburg gestaltete mit seinen reichhaltigen Katagami-Beständen mehrere Ausstellungen: Dekore auf offenem Grund: Katagami – Japanische Färbeschablonen (29. März 2011 bis 2. September 2012); Natur als Bild und als Dekor: Japanische Färbeschablonen – Katagami (24.10.2017 – 31.03.2018).
- Das Museum für angewandte Kunst Wien (MAK) hat seit 1907 mehr als 8.000 Katagami in seiner Sammlung, die unter anderem Künstler der Wiener Werkstätte wie Josef Hoffmann zu Mustern inspiriert hatten. Dieser Bestand wurde von Heinrich von Siebold zusammengetragen. Er wurde aus Anlass von dessen 100. Todestag vom 15. Oktober 2008 bis zum 29. März 2009 in der Ausstellung 2 × JAPAN. Katagami / Textilien präsentiert. 2018 waren über 600 Katagami mit detaillierten Datenblättern in der Online-Datenbank des MAK veröffentlicht.[11]
- Das Musée des Arts décoratifs (MAD) in Paris verfügt über eine Sammlung von fast 2.800 Katagami, von denen die meisten zum Bedrucken von Textilien und nur etwa 200 für den Druck von Papieren verwendet wurden. Hinzu kommt ein Satz von 2.600 Probeabzügen von Katagami.[12]
- Das Museum of Domestic Design and Architecture der Middlesex University London verfügt in seiner Silver Studio Collection über 400 Katagami.[13]
- Die Kioi Art Gallery, Kimono-Museum von Edo Ise-Katagami, Tokio, Japan, verfügt mit über 5.000 Schablonen von der Edo-Zeit bis zur Shōwa-Zeit über Japans größte Ise-Katagami-Sammlung.[14]

## Anmerkung
1. ↑  Genannt sind hier jeweils die Onyomi-Lesungen der Schriftzeichen. Die Kunyomi-Lesung des Schriftzeichens katachi ist ebenfalls kata.
2. ↑  Provinzhauptstadt war die Stadt Suzuka, die heute noch das Zentrum der Herstellung von Papierschablonen für die Färbung von Textilien ist.
3. ↑  Gemeint sind insbesondere die Städte Shiroko (白子) und Shige (寺家).